# Parafia Najświętszego Imienia Maryi w Gdańsku
Parafia Najświętszego Imienia Maryi w Gdańsku – parafia rzymskokatolicka w dekanacie Gdańsk-Dolne Miasto w archidiecezji gdańskiej. Erygowana 26 lipca 1986 roku.

## Historia
Kościół pierwotnie wybudowano na potrzeby wspólnoty ewangelickiej w latach 1937-38 jako  kaplicę cmentarną. Kamień węgielny został położony 06 września 1937 r. Pełniła ona swą funkcję do roku 1945 kiedy to po zakończeniu wojny, w wyniku zniszczeń, miała zostać zlikwidowana. 
Dziekan ks. Jan Żywicki dnia 16 kwietnia 1947 r. wystąpił do Urzędu Likwidacyjnego w Gdańsku o przekazanie kaplicy kościołowi rzymskokatolickiemu, w celu jej odremontowania i wykorzystania do celów kultowych.
Do roku 1968 stanowiła ona tak jak i Stogi filię parafii M.B. Bolesnej. W tymże roku została powołana do życia parafia św. Rodziny na Stogach a Krakowiec stał się wikariatem tejże parafii. Dnia 27 czerwca 1968 kaplica zostaje przekazana pod opiekę ks. magistra Jerzego Rumińskiego, który występuje do Kurii w sprawie kuracji na Krakowcu. Dekretem z dn. 16 lutego 1976 r. bp Lech Kaczmarek eryguje wikariat eksponowany pw. Najświętszego Imienia Maryi.
Parafia jako samodzielna jednostka, powstaje dnia 26 lipca 1986, dekretem ks. abpa Tadeusza Gocłowskiego a proboszczem ustanowiony zostaje dotychczasowy opiekun ks. J. Rumiński który piastuje ten urząd do roku 1991.
30 czerwca 1991 roku parafię objął ks. mgr kanonik Ryszard Lewarski (ur. 10-09-1949 r. święcenia: 25-05-1973 r. zm. 25-01-2009 r.), który systematycznie remontował obiekt. 
Została wymieniona posadzka i ławki, założone ogrzewanie podłogowe, wymienione okna i drzwi a także dach i chór. Wstawiony został konfesjonał, przybyło ozdób i obrazów, które dodają wnętrzu uroku, zadumania i spokoju. 
16 grudnia 2007 r. proboszczem zostaje ks. Krzysztof Pokoński.
Księgi chrztów, ślubów i zgonów istnieją od 1968 roku. 
Parafia obejmuje dzielnice Krakowiec i Górki Zachodnie.

## Akt położenia kamienia węgielnego
Metryka, położenia kamienia węgielnego pod budowę Ewangelickiej Kapliczki Cmentarnej w Gdańsku - Krakowcu.
(Tłumaczenie z języka niemieckiego)
W Imię Boga Ojca, Syna i Ducha Świętego.
Zebraliśmy się tu 06-09-1937 roku w tak ważnej okoliczności położenia kamienia węgielnego pod budowę naszej kapliczki Cmentarnej w Gdańsku - Krakowcu.
W uroczystości tej uczestniczą dzisiaj członkowie Kościoła i osobistości Rady Kościelnej.
Nasz nowy Dom Boży ma być domem błogosławionym. Miejscem spoczynku i oczekiwania na zbawienie wieczne. Miejscem gdzie kończy Pan Bóg życie ziemskie człowieka.
Miejsce to ma być świadectwem na to, że życie na ziemi nie jest końcem, ale początkiem wiecznej radości i szczęśliwości.
Każdy człowiek jest jak źdźbło trawy. Zakwita jak piękny kwiat polny i ginie szybko z podmuchem silnego wiatru. Człowieka życie jest kruche i stanem przejściowym. Jest, a za chwile nie ma po nim prawie śladu.
Miłosierdzie Pana jest nieograniczone. Każdy człowiek zbłąkany ma powrót do Pana. Ma pamiętać o Nim, poprawić to co robił źle i żyć według przykazań Bożych. Czyniąc to ma zapewnione życie i zbawienie wieczne. - Tak poucza nas Pan i karze przekazywać to z pokolenia na pokolenie.
Niech Pan Bóg, który mieszka na stałe w naszym Błogosławionym Domu dodaje sił i pociesza tych którzy tego potrzebują, a budowniczym tego świętego miejsca i tym którzy służą tej ważnej sprawie doda wytrwałości i zdrowia. Niech przez budowę tego świętego miejsca rozszerza się chwała Boża.
W wierze, że kiedyś wszyscy zmartwychwstaniemy tak jak Syn Boży Jezus Chrystus nasz Pan kładziemy ten kamień węgielny pod ten Dom Boży.
Tak mówi Pan:
- Jestem zmartwychwstaniem i życiem. Kto we mnie wierzy będzie żyć wiecznie- Chociaż śmierć go zaskoczy Pan zapewnia mu życie wieczne.
Panu za to dzięki i chwała.
Ewangelicka Wspólnota Kościelna - Gdańsk 06-09-37r.
Rada Kościelna w składzie:
1. x. Schattat Oskar; 2. Semrau;  3. Bolz; 4. Albrecht; 5. Paetsch; 6. Hettig
Rada Parafialna w składzie:
1. Busching; 2. Dominik; 3. Gnaß; 4. Mroch; 5. Stahl; 6. Janke; 7. Schöuhoff; 8. Laßen; 9. Mattski; 10. Steinhagen; 11. Hard; 12. Briehn; 13. Krebs; 14. Palentin; 15. Dr Backe; 16. Pronk; 17. Stender; 18. Pinśki; 19. Elsmer; 20. Joahim
Jak chciał Pan Bóg. Amen.
Budowniczy Kaplicy Cmentarnej:
Architekt - Honz Jakob - Danzing
Grupa wykonawcza - budowy (pomocnicza) - skład:
Wilhelm Krebs - Kupiec
Waldemar Brien - Kupiec
Busching - Komisarz Policji
Semrau - Dyrektor szkoły
Mistrz Stolarski Mroch i jego pomocnicy, między innymi G. Hettig
Oskar Schattat - Ksiądz
Firma Patronujaca Budowę - Kudolf Laaþen - Danzing w składzie:
Murarz  -Johannes Prokl
Cieścla -Gustaw Laßen
Cieścla -Martin Schwarz
Cieścla -Max Waklrimuth
Cieścla -Alfred ?
Cieścla -Johannes Hardt
Cieścla -Fritz ?

## Proboszczowie
Ks. mgr Jerzy Rumiński  1 VII 1968 - 1 VIII 1986, wikariusz ekspozyt.
Ks. mgr Jerzy Rumiński 1 VIII 1986 - 30 VI 1991, proboszcz
Ks. kanonik Ryszard Lewarski 30 VI 1991 - 16 XII 2007, proboszcz
Ks. Krzysztof Pokoński 16 XII 2007 - obecnie, proboszcz